# Allen Kagina
Allen Catherine Kagina là một quản trị viên người Uganda. Bà là giám đốc điều hành của Cơ quan Đường bộ Quốc gia Uganda (UNRA), được bổ nhiệm vào vị trí đó vào ngày 27 tháng 4 năm 2015. Trước đó, từ năm 2004 đến năm 2014, bà là tổng giám đốc của Cơ quan quản lý doanh thu Uganda (URA).

## Bối cảnh và giáo dục
Kagina được sinh ra ở quận Rukungiri, khu vực phía Tây của Uganda, vào năm 1961 tại Hezron và Catherine Kakuyo . Kagina học tại trường trung học Gayaza, một trường trung học phổ thông, tư thục, nội trú cho nữ. Bà có bằng Cử nhân Khoa học về tâm lý học lấy từ Đại học Makerere, trường đại học công lập lâu đời nhất và lớn nhất ở Uganda. Bà cũng có bằng Thạc sĩ Quản trị công tại Đại học Liverpool ở Vương quốc Anh.

## Kinh nghiệm làm việc
Kagina bắt đầu sự nghiệp của mình vào năm 1985 với tư cách là trợ giảng tại Đại học Makerere. Sau đó, bà chuyển đến Văn phòng của Tổng thống. Năm 1992, bà gia nhập URA với tư cách là một cán bộ doanh thu chính cao cấp, phục vụ trong khả năng đó cho đến năm 1998. Năm 2000, bà được thăng cấp bậc phó ủy viên hải quan tại URA, phục vụ trong khả năng đó cho đến năm 2001. Bà được bổ nhiệm làm tổng ủy viên của URA năm 2004. và được ghi nhận với việc cải thiện hiệu suất tài chính của URA. Kagina đã được trao giải thưởng Lãnh đạo doanh nghiệp vào tháng 2 năm 2006, bởi Destiny Consulting, một nhóm ngành, vì đã xoay quanh hoạt động của cơ quan thuế kể từ khi được bổ nhiệm làm người đứng đầu tổ chức vào năm 2004. Vào tháng 10 năm 2010, hợp đồng của bà đã được gia hạn thêm ba năm. Mức lương hàng tháng của bà được báo cáo là UGX: 28 triệu (khoảng: 11.250 USD). Vào ngày 27 tháng 4 năm 2015, John Byabagambi, Bộ trưởng Bộ Công trình và Giao thông tại thời điểm đó, đã bổ nhiệm bà làm giám đốc điều hành của UNRA, có hiệu lực từ ngày 1 tháng 5 năm 2015.